# 小腸
小腸（しょうちょう、英語: Small intestine）とは、消化器のうち消化管の腸の一部である。小腸では消化と吸収を行う。

## ヒトの小腸
ヒトの小腸は胃に続き大腸へと繋がる消化管である。長さ約6mだが生体内では筋肉の収縮によって3m前後まで縮んでいる。太さは3~4cm。腹腔の中で曲がりくねっている。小腸は、十二指腸・空腸・回腸の3箇所に区分される。

### 十二指腸
十二指腸は第1腰椎あたりにある胃の幽門と繋がった長さ約25cmの消化管で、腹腔の後壁に固定され、上部・下行部・水平部・上行部の4つに分けられるC字状に湾曲しながら膵臓の頭部である膵頭を囲んでいる。十二指腸は、指を12本横に並べた長さ（約25-30cm）とほぼ同じなことから命名された。壁面は、内側は輪形、外側は縦走の平滑筋で構成される。内壁上皮には粘膜が指状に突起した繊毛があり、消化吸収を行う。
十二指腸で、膵液と胆汁が消化管内に分泌される。これは十二指腸の中間部左側にある十二指腸乳頭（ファーター乳頭）という盛り上がりの中心に繋がる開口部から供給され、その奥で膵管と総胆管が合流している。この孔はオッディ括約筋と呼ばれる平滑筋が取り囲んでおり、これが収縮・弛緩する事で分泌液の量を調整する。これによって糜粥（びじゅく）を消化分解し、吸収を行う。また、ここには十二指腸腺（ブルンネル腺）があり、粘度が高いアルカリ性分泌物を供給し、胃酸を中和して腸壁を保護する役割を持つ。

### 空腸・回腸
空腸は十二指腸に続く消化管である。なお、空腸は摂食された食物が比較的速く通過するために内部が空になっていることが多く、そのためこの名称が付いている。空腸はトライツ靭帯で支えられた十二指腸空腸曲と言う第2腰椎の左部分にある箇所で十二指腸と接続する。空腸の長さは小腸のほぼ2/5に相当する。回腸は空腸に続き3/5相当の長さだが、この2箇所にはっきりした境界は見られず、おおまかに空腸は腹部の左上に、回腸は右下にある。この部分は腹膜で全体を覆われている。
空腸の内輪筋層は厚いため、直径が大きい。それに対し回腸はやや細くなる。血管分布も空腸の方が多く、そのために回腸よりも赤く見える。接続する腸間膜にも少々の違いがあり、空腸部では脂肪がほとんど見られず、膜には透明の窓が多くある。回腸部の膜は逆に脂肪を多く含み、厚く存在する一方で窓は見られない。この膜部から血液を供給する血管も、空腸では1~2列のアーケードから長い直動静脈を経るが、回腸ではアーケードが4~5列となり、直動静脈部は短い。なお、胆汁酸塩と、内因子が結合したビタミンB12は、回腸の終末部でのみ吸収する機能を持っている。したがって、ここを手術で切除してしまうと、胆汁酸の腸肝循環が起こらなくなることによる障害と、ビタミンB12不足による障害が出てくる。

### 粘膜
小腸の粘膜は粘膜上皮、粘膜固有層、粘膜筋板で構成される。
小腸の内側粘膜は輪状ヒダを持つ。これは十二指腸上部から段々と増え、空腸の前部で顕著に発達しており、回腸に至ると不規則かつ小さくなりながら末端で見られなくなる。粘膜には高さ0.5~1.2mm程度の突起である腸絨毛がある。これは1mm2あたり30本もの密集状態にあり、小腸全体では500万本以上が存在する。腸絨毛の中には毛細リンパ管が1本通り、それを毛細血管が取り囲んだ構造がある。腸絨毛表面にあるワイングラス型の杯細胞は、長さ1μm、太さ0.1μm、細胞1個あたり約600本の微絨毛で覆われている。栄養分はこの微絨毛の表面で吸収されるため、小腸の内壁面積は輪状ヒダが3倍、腸絨毛で10倍、微絨毛で20倍まで広げられており、総面積は200m2と体表の100倍になる。小腸で吸収される糖質と蛋白質は血管に吸収され肝臓に運ばれる。脂質はリンパ管が取り込む。腸絨毛の隙間には腸腺（リーベルキューン腺）が分泌を行うための小さな開口部がある。
また、粘膜上には、ゴマ粒ほどの孤立リンパ小筋が散らばっている。これが集まり2~4cm大になりM細胞で覆われた部分が特に回腸の下部に多く、これはパイエル板と呼ばれる。M細胞は異物の抗原を抽出する作用を持ち、内包するマクロファージやリンパ球に情報を与える。このリンパ球はパイエル板内で増殖し、形質細胞に分化して抗原を攻撃する免疫グロブリンAを分泌する機能を持つ

### 筋肉組織
小腸の粘膜の下には平滑筋による層がある。2層からなり、内側は管を周回する輪を成し、外側は管長方向に縦に走っている。これら筋肉の動きによって小腸は内容物を3~6時間かけて混ぜつつ下に輸送する。小腸の筋肉は回腸よりも空腸の部分が発達しているため、活発に動き内容物が早く送られる。空腸という名称は、この運動によって消化管内に物が無く空になっている状態が多いためつけられた。
小腸の動きには、蠕動運動、分節運動、振子運動の3つがある。蠕動運動は主に輪走筋が絞りながら胃側から大腸側へ移動し、内容物を押し進める。これは十二指腸に食物が入った段階から始まり、大腸まで伝播するように続く。分節運動も輪走筋の働きによるが、交互に収縮する部分と弛緩した部分が生じ、内容物を混和する働きを担う。振子運動は縦走筋によるもので、一部が収縮する事で内容物を混和する。

### 消化
小腸における消化は膵液と小腸上皮細胞に含まれる消化酵素の2つによって行われる。1日に1~1.5L分泌される膵液は炭酸水素ナトリウムを含む弱アルカリ性液体で、澱粉をマルトースに分解するアミラーゼ、蛋白質をペプチドに分解するトリプシンとキモトリプシン、脂肪を脂肪酸とモノグリセリドに分解するリパーゼ、核酸を分解するヌクレアーゼを含む。十二指腸腺から1日に1.5~3L分泌される腸液は小腸上皮細胞の消化酵素とともに消化を行う。これにはマルトースをグルコースに分解するマルターゼ、スクロースをグルコースとフルクトースに分解するスクラーゼ、ラクトースをグルコースとガラクトースに分解するラクターゼ、さらにリパーゼとヌクレアーゼ、そして膵液中のトリプシノゲンをトリプシンに変えるエンテロキナーゼが含まれる。
1日に約500mL分泌される胆汁は消化酵素を含まないが、脂肪を乳化して消化酵素の働きを助け、また脂肪の分解産物を吸収しやすい形に変化させる働きを持つ。胆汁はその90%以上が小腸で吸収され、肝臓に戻される。

### 小腸と薬剤、微生物
小腸には、不要な物（薬剤などの異物）を吸収しないように、吸収しても腸管内へと戻してしまう仕組みも存在している。また、薬物の初回通過効果が起こる場所としては肝臓がよく知られているものの、小腸の粘膜にも薬剤を分解する酵素（シトクロムP450）が存在しており、ここでも薬剤の一部が分解される。
ただし、中には吸収されることを目的としていない薬剤も存在する。小腸は異物を通さないようにする役目も持っているわけだが、この機能によって、ほとんど吸収されないことを逆手にとることもある。例えば、仮に吸収されれば酷い副作用が起こるが消化管からは吸収されない抗菌剤を用いて、消化管内の細菌を殺すといったことを行う場合もある。また、バリウムがヒトにとって有害であるのにもかかわらず、ヒト用のX線撮影の造影剤の一つとして硫酸バリウムを用いることができるのは、消化管内における溶解度の低い硫酸バリウムは、ほとんど吸収されないからである。他にも、小腸では消化酵素を用いて、食物に対する最終的な消化（分解）を行い、それによって吸収可能な分子にして栄養の吸収を行っているのは既述の通りである。この最終的な消化を行う酵素を、何らかの薬剤を使用して阻害した場合、分子が大き過ぎて上手く吸収できなくなってしまう。これを利用して、例えばグルコースが吸収されにくくすることで血糖値が上がり過ぎないようにしたり、脂質の吸収を妨げたりするといった薬剤も実用化されている。しかしながら、例えば、脂質の消化に関わるリパーゼを阻害すれば、確かに脂質の吸収が難しくなってエネルギー吸収を抑えられるものの、脂肪便になるなどの副作用が起こる場合もある。
また、妊娠中に分泌されるプロゲステロンによって、小腸の蠕動運動は抑制されることが知られている。さらに、妊娠後期になると子宮が大きくなって腸が圧迫されるために運動がより妨げられることも知られている。このため、服用した薬物は、妊娠していない時よりも小腸内に長い時間留まる傾向にあるとされており、小腸での吸収率の低い（小腸での吸収に時間がかかる）薬物が、非妊娠時と比べて多くなる場合があることが知られている。
小腸と大腸で吸収できる有機化合物の分子量の大きさの限度を調べた貴重な研究結果1）が1994年に木村聰城郎らによりなされた。それによると、小腸では分子量600以下、大腸では分子量300以下であった。本研究はラットで行われたが、ラットとヒトの腸管での吸収動態には非常に良い直線性の相関が有りヒトでも同様と考えられる2）。小腸で分子量600以下が吸収されるという知見は、経口医薬品の開発の際に有用な「リピンスキーの法則3）」の一つである分子量500以下という法則にも合致している。更に、現在までに開発市販されている経口医薬品（有機化合物）の活性本体（塩の場合は活性本体の塩基の分子を指す）の分子量を調べてみると分子量は殆どが600以下であり、上記の小腸での吸収は分子量600以下という実験結果に一致する。更に、有機化合物の栄養物質（蛋白質、炭水化物、脂肪）の腸管内での最終消化物質であるアミノ酸（分子量89＝アラニン-分子量204＝トリプトファン）、糖（分子量180＝単糖グルコースなど-分子量342＝二糖類ショ糖など）、脂肪酸（分子量284＝ステアリン酸-分子量304＝エイコサペンタエン酸EPAなど）も全て分子量は400以下であり、小腸での吸収は分子量600以下に合致している。この分子の大きさで排除する機能は腸管内に常在する微生物（腸内細菌）または口から入る病原微生物（細菌やウイルスなど）、抗原となりうる蛋白質などを腸管から血中に侵入させない生体防御機能として極めて巧妙で合理的である。この小腸の分子サイズによる排除機能が無いと致命的な敗血症（細菌やウイルスなど）や免疫反応（抗原蛋白質）を惹起するので生体にとって極めて重要な役割をしている。消化機能の本質は口から摂取した食物などを小腸で吸収可能な分子量（600以下）にまで小さく消化分解することにある。 
- 引用文献1）Toshikiro Kimura: Biol.Pharm.Bull.17(2). 327-333 ,1994.
- 引用文献2）CHIOU, W. L. & BARVE, A：Pharm Res, 15, 1792-5,1998.
- 引用文献3）CA Lipinski, Adv. Drug Del. Rev. 1997, 23, 3.

### 小腸の疾患

#### 短腸症候群（SBS）
病気やケガで小腸の多くを失った状態を短腸症候群（SBS）と呼び、残った小腸の長さが成人で150cm未満、小児で75cm未満が目安となる。成人ではクローン病や腸血流障害、小児ではヒルシュスプルング病や腸回転異常症で小腸を大幅に切除した後にSBSとなることが多く、日本国内では推計患者数1000人程度。治療の初期は点滴で栄養を補給し、腸の粘膜は使わなくても使いすぎても荒れるため食事や経腸栄養剤を徐々に増やしていく。残った腸は絨毛を伸ばして粘膜の総面積を広げる馴化（腸管順応）で、長い時間をかけて機能を少しでも回復させようとする。これを促す新薬が2021年から日本の公的医療保険の対象となったほか、胃瘻による栄養補給、腸管の延長手術や他人からの移植が行われることもある。

## ヒト以外の動物の小腸

### 主な哺乳類の小腸容量
数値は、Kolb 1974から。
| 動物 | 小腸の容量(l) |
| ---- | ------------- |
| ネコ | 0.114         |
| イヌ | 1.62          |
| ブタ | 9.20          |
| ウマ | 63.82         |